# Adam Sztaba
Adam Marcin Sztaba (ur. 15 lutego 1975 w Koszalinie) – polski kompozytor, pianista, aranżer, dyrygent i producent muzyczny, a także osobowość telewizyjna.
Współpracował z wykonawcami, takimi jak m.in.: Sting, Chris Botti, Michael Bolton, José Carreras, Edyta Górniak, Ewa Małas-Godlewska, Lutricia McNeal, Dita von Teese, Kayah, Ania Dąbrowska, Violetta Villas, Maryla Rodowicz, Natalia Kukulska, Reni Jusis, Kasia Kowalska, Katarzyna Groniec, Halina Frąckowiak, José Cura, Lemar, Grzegorz Turnau, Seweryn Krajewski, Janusz Józefowicz, Krzysztof Krawczyk, Przemysław Gintrowski, Piotr Cugowski, Perfect, Sinfonia Varsovia, The Cranberries, Polska Orkiestra Radiowa, Atom String Quartet, Grupa MoCarta.

## Życiorys
Ukończył w 1994 Państwowe Liceum Muzyczne w Koszalinie w klasie fortepianu, a następnie studia na Wydziale Kompozycji, Dyrygentury i Teorii Muzyki Akademii Muzycznej im. Fryderyka Chopina w Warszawie w klasie prof. Zbigniewa Rudzińskiego.
Zadebiutował w wieku 18 lat muzyką do musicalu „Fatamorgana” wystawionym w Bałtyckim Teatrze Dramatycznym w rodzimym Koszalinie. Rok później został asystentem Janusza Stokłosy – kompozytora i kierownika muzycznego teatru Studio Buffo w Warszawie, a w następnym roku – kierownikiem muzycznym i pianistą zespołu Maryli Rodowicz. W latach 1998–2002 pełnił rolę kierownika muzycznego, aranżera i pianisty w zespole Edyty Górniak.
W latach 2002–2003 był kierownikiem muzycznym i pianistą dwóch pierwszych edycji programu Idol. W 2003, wspólnie z Tomaszem Filipczakiem skomponował muzykę do show tanecznego „Opentaniec” inspirowanego folklorem słowiańskim z choreografią Jarosława Stańka, którego premiery odbyły się w Teatrze Muzycznym w Gdyni i Teatrze Wielkim w Warszawie. W latach 2005–2006 był kierownikiem muzycznym, aranżerem i dyrygentem w trakcie pierwszych czterech edycji programu TVN Taniec z gwiazdami oraz podczas koncertów Sopot Festival. Wówczas zrodziła się Orkiestra Adama Sztaby. W grudniu 2007 z Orkiestrą wystąpił wspólnie z Michaelem Boltonem na jubileuszu 15-lecia stacji Polsat.
Od maja 2007 do listopada 2009 pełnił funkcję dyrektora artystycznego firmy MyPlace – agencji eventowej, managementowej i wytwórni płytowej. Jesienią 2008 był dyrektorem Akademii w programie Fabryka Gwiazd. Na początku 2009 stworzył muzykę do filmu Od pełni do pełni.
W 2010 wystąpił w czasie jubileuszu 20-lecia stacji radiowej RMF FM, akompaniując na fortepianie Edycie Górniak, która zaśpiewała kompozycję „Hello”. W tym samym roku wystąpił wraz z orkiestrą w ramach Smooth Festival podczas koncertu MuZa Miast z udziałem m.in.: Ive Mendes, Marii Peszek, Kasi Wilk, Natalii Kukulskiej, Natalii Przybysz, Mietka Szcześniaka, Piotra Cugowskiego i Macieja Maleńczuka. Stworzył oprawę muzyczną do inauguracji Europejskich Letnich Igrzysk Olimpiad Specjalnych 2010, która odbyła się 18 września 2010 na Stadionie Legii w Warszawie. W tym samym roku wystąpił ze Stingiem i Polską Orkiestrą Radiową podczas Jubileuszu 85-lecia Polskiego Radia.
W latach 2011–2016 był jurorem programu Must Be the Music. Tylko muzyka w telewizji Polsat.
W 2011 poprowadził orkiestrę Sinfonia Varsovia podczas koncertu Tu Warszawa otwierającego polską prezydencję w Unii Europejskiej, gdzie wystąpił m.in. z: Chrisem Bottim, Michaelem Boltonem, Dolores O’Riordan i Kenny G. W 2012 wystąpił z NDR BigBand podczas recitalu Quincy Jonesa. W 2014 wystąpił z WDR BigBand podczas koncertu Swing+, był też kierownikiem muzycznym i aranżerem koncertu Grzegorz Ciechowski. Spotkanie z Legendą. W 2016 był jednym z dyrygentów i aranżerów podczas Światowych Dni Młodzieży 2016 w Krakowie i Brzegach. Był kierownikiem muzycznym i aranżerem koncertu „Wierzę w Boże Miłosierdzie”. W 2017 wystąpił z Terence’em Blanchardem i Filharmonikami Szczecińskimi.

## Życie prywatne
30 maja 2013, po 11 latach nieformalnego związku, poślubił Dorotę Szelągowską. Wspólnie wychowywali jej syna, Antoniego, który przyjął nazwisko Sztaby. 21 maja 2015 para się rozwiodła. Od 2014 związany jest z Agnieszką Dranikowską, którą poślubił 20 czerwca 2016 w Strzekęcinie pod Koszalinem; 11 stycznia 2016 urodził się im syn Leopold. W 2021 wzięli ślub kościelny.
Deklaruje się jako katolik.

## Dyskografia
| - Maryla Rodowicz – Złota Maryla (1995) - Chłopcy z Placu Broni – Uśmiechnij się (1995) - Pod Budą – Żal za... (1998) - Taboo – One (1998) - Edyta Górniak – Live '99 (1999) - Ryszard Makowski – Miłość to nie tylko pocałunki (1999) - Przemysław Gintrowski – Odpowiedź (2000) - Jacek F.K. – Jacek F.K. (2000) - Natalia Kukulska – Tobie (2000) - Katarzyna Gärtner – Czar korzeni (2000) - Andrzej Cierniewski – Albo on, albo ja (2002) - Edyta Górniak – Perła (2002) - Perfect – Perfect Symfonicznie (2002) - Różni wykonawcy – IDOL TOP 10 (2002) - Alicja Janosz – Ala Janosz (2002) - Różni wykonawcy – 1,2,3, śpiewaj ty! (2002) - Kasia Kowalska – Antidotum (2002) | - Grzegorz Turnau – Nawet (2002) - Edyta Górniak – Invisible (2003) - Różni wykonawcy – Moja i Twoja muzyka (2003) - Ewa Małas-Godlewska i José Cura – Song of love (2003) - Kasia Kowalska – Samotna w wielkim mieście (2004) - Andrzej Brandstatter z przyjaciółmi – Moje pocieszenie (2005) - Halina Frąckowiak – Przystanek bez drogowskazu... garaże gwiazd (2006) - Ewa Małas-Godlewska – Sentiments (2006) - Piotr Żaczek – Mutru (2006) - Różni wykonawcy – Artyści polscy Janowi Pawłowi II w hołdzie (2007) - Kasia Kowalska – Antepenultimate (2008) - Różni wykonawcy – The Best of Fabryka Gwiazd (2009) - Michał Rudaś – Shuruvath (2009) - Różni wykonawcy – Cyganeria Jacka Cygana tom III (2009) - Ania Dąbrowska – Ania Movie (2010) - Kukulska & Dąbrówka – CoMix (2010) - Adam Sztaba – Muzyka własna (2014) - Różni wykonawcy – Grzegorz Ciechowski. Spotkanie z Legendą (2015) - Różni wykonawcy – CREDO in Misericordiam Dei (2016) |

## Filmografia
- Wrota Europy (1999, wykonanie muzyki)[19]
- Świąteczna przygoda (2000, wykonanie muzyki)[19]
- Niania, odc. 1 (2005, obsada aktorska – pianista)[19]
- Niania, odc. 38 (2006, obsada aktorska – pianista)[19]
- Kryminalni, odc. Misja Śląska (2006, wykonanie muzyki)[19]
- Od pełni do pełni (2009, muzyka)[1]
- Pierwsza miłość (2010, jako on sam)
- Do Dzwonka Cafe (2012, jako on sam)

## Nagrody
- Złota artNuta 2022 na Interdyscyplinarnym Festiwalu Sztuk Miasto Gwiazd[20].